# 同调
数学上（特别是代数拓扑和抽象代数），同调 （homology，在希腊语中homos = 同）是一类将一个可换群或者模的序列和特定数学对象（例如拓扑空间或者群）联系起来的过程。背景知识请参看同调论。
对于一个特定的拓扑空间，同调群通常比同伦群要容易计算得多，因此通常来讲用同调来辅助空间分类要容易处理一些。

## 同调群的构造
其过程如下：给定对象{\displaystyle X}，首先定义链复形，它包含了{\displaystyle X}的信息。一个链复形是一个由群同态联系起来的可换群或者模{\displaystyle A_{0},A_{1},A_{2},\dots }的序列，群同态{\displaystyle d_{n}:A_{n}\rightarrow A_{n-1}}满足任何两个相连的同态的复合为0: {\displaystyle d_{n}\circ d_{n+1}=0}对于所有{\displaystyle n}成立。这意味着第{\displaystyle n+1}个映射的像包含在第{\displaystyle n}个映射的核中，我们定义{\displaystyle X}的{\displaystyle n}阶同调群为商群（商模）
{\displaystyle H_{n}(X)=\mathrm {ker} (d_{n})/\mathrm {im} (d_{n+1}).}
链复形称为正合的，如果（{\displaystyle n+1}）阶映射的像总是等于{\displaystyle n}阶映射的核。因此{\displaystyle X}的同调群是衡量{\displaystyle X}所关联的链复形离正合有“多远”的障碍。

## 非正式的例子

圆，或称为1维球面

2维球面即球的球壳，不包括球的内部。

实心圆盘，即2维球

环面

非正式地，拓扑空间X的同调是X的拓扑不变量的集合，用其同调群来表示
{\displaystyle H_{0}(X),H_{1}(X),H_{2}(X),\ldots }
其中第{\displaystyle k}个同调群{\displaystyle H_{k}(X)}描绘了{\displaystyle X}中的{\displaystyle k}维圈 (cycle)，实现为{\displaystyle k+1}维圆盘边界 (boundary) 的障碍。0维同调群刻画了两个零维圈，也即点，实现成一维圆盘，也即线段的边界的障碍，因此{\displaystyle H_{0}(X)}刻画了{\displaystyle X}中的道路连通分支。
一维球面 {\displaystyle S^{1}}是一个圆。它有一个连通分支和一个一维圈，但没有更高维圈。其对应的同调群由下式给出
{\displaystyle H_{k}(S^{1})\cong {\begin{cases}\mathbb {Z} &k=0,1\\0&k\neq 0,1\end{cases}}}
其中{\displaystyle \mathbb {Z} }表示整数加群，{\displaystyle 0}表示平凡群。{\displaystyle H_{1}(S^{1})\cong \mathbb {Z} }表示{\displaystyle S^{1}}的一阶同调群为由一个元素生成的有限生成阿贝尔群，其唯一的生成元表示圆中包含的一维圈。
二维球面{\displaystyle S^{2}}有一个连通分支，零个一维圈，一个二维圈（即球面），无更高维的圈，其对应的同调群为
{\displaystyle H_{k}(S^{2})\cong {\begin{cases}\mathbb {Z} &k=0,2\\0&k\neq 0,2\end{cases}}}
一般地，对{\displaystyle n}维球面{\displaystyle S^{n}}，其同调群为
{\displaystyle H_{k}(S^{n})\cong {\begin{cases}\mathbb {Z} &k=0,n\\0&k\neq 0,n\end{cases}}}
二维实心球{\displaystyle B^{2}}有一个道路连通分支，但与圆不同的是，{\displaystyle B^{2}}没有一维或更高维的圈，其对应的同调群除了零阶同调群{\displaystyle H_{0}(B^{2})\cong \mathbb {Z} }以外，其余阶的同调群均为平凡群。
环面被定义为两个圆{\displaystyle T^{2}=S^{1}\times S^{1}}的笛卡尔积。环面有一个道路连通分支，两个独立的一维圈（在图中以红圈和蓝圈分别标出），以及一个二维圈（环面的内部）。其对应的同调群为
{\displaystyle H_{k}(T^{2})\cong {\begin{cases}\mathbb {Z} &k=0,2\\\mathbb {Z} \times \mathbb {Z} &k=1\\0&k\geq 3\end{cases}}}
两个独立的一维圈组成了一组有限生成阿贝尔群的独立生成元，表示为笛卡尔积群{\displaystyle \mathbb {Z} \times \mathbb {Z} }.

## 例子
引入同调的概念可以用单纯复形{\displaystyle X}的单纯同调：设{\displaystyle C_{n}}为{\displaystyle X}中的{\displaystyle n}维可定向单纯形生成的自由交换群或者模，映射{\displaystyle \partial _{n}:C_{n}\rightarrow C_{n+1}}映射称为边缘映射 (boundary map)，它将{\displaystyle n}维单纯形
{\displaystyle \sigma :\Delta ^{n}\rightarrow X}
映射为如下交错和
{\displaystyle \sum _{i=0}^{n}(-1)^{i}\sigma |_{[e_{0},\ldots ,e_{i-1},e_{i+1},\ldots ,e_{n}]}.}
，其中{\displaystyle \sigma |_{[e_{0},\cdots ,e_{i-1},e_{i+1},\cdots ,e_{n}]}}表示{\displaystyle \sigma }限制在{\displaystyle e_{0},\cdots ,e_{i-1},e_{i+1},\cdots ,e_{n}}对应的面 (face)上。如果我们将模取在一个域上，则{\displaystyle X}的{\displaystyle n}阶同调的维数就是{\displaystyle X}中{\displaystyle n}维圈的个数。
仿照单纯同调群，可以定义任何拓扑空间{\displaystyle X}的奇异同调群。我们定义{\displaystyle X}的上同调的链复形中的空间为{\displaystyle A_{n}}为自由交换群（或者自由模），其生成元为所有从{\displaystyle n}为单纯形到{\displaystyle X}的连续函数。同态{\displaystyle d_{n}}从单纯形的边缘映射得到。
同调代数中，同调用于定义导出函子，例如，Tor函子。这里，我们可以从某个可加协变函子{\displaystyle F}和某个模{\displaystyle X}开始。{\displaystyle X}的链复形定义如下：首先找到一个自由模{\displaystyle F_{1}}和一个满同态{\displaystyle p_{1}:F_{1}\rightarrow X}。然后找到一个自由模{\displaystyle F_{2}}和一个满同态{\displaystyle p_{2}:F_{2}\rightarrow \mathrm {ker} (p_{1})}。以该方式继续，得到一个自由模{\displaystyle F_{n}}和同态{\displaystyle p_{n}}的序列。将函子{\displaystyle F}应用于这个序列，得到一个链复形；这个复形的同调{\displaystyle H_{n}}仅依赖于{\displaystyle F}和{\displaystyle X}，并且按定义就是{\displaystyle F}作用于{\displaystyle X}的n阶导出函子。

## 同调函子
链复形构成一个范畴：从链复形{\displaystyle (d_{n}:A_{n}\rightarrow A_{n-1})}到链复形{\displaystyle (e_{n}:B_{n}\rightarrow B_{n-1})}的态射是一个同态的序列{\displaystyle (f_{n}:A_{n}\rightarrow B_{n})}，满足{\displaystyle f_{n-1}\circ d_{n}=e_{n-1}\circ f_{n}}对于所有{\displaystyle n}成立。{\displaystyle n}阶同调 {\displaystyle H_{n}}可以视为一个从链复形的范畴到可换群（或者模）的范畴的协变函子。 
若链复形以协变的方式依赖于对象{\displaystyle X}（也就是任何态射{\displaystyle X\rightarrow Y}诱导出一个从{\displaystyle X}的链复形到{\displaystyle Y}的链复形的态射），则{\displaystyle H_{n}}是从{\displaystyle X}所属的范畴到可换群（或模）的范畴的函子。
同调和上同调的唯一区别是上同调中的链复形以逆变方式依赖于{\displaystyle X}，因此其同调群（在这个情况下称为上同调群并记为{\displaystyle H^{n}}）构成从{\displaystyle X}所属的范畴到可换群或者模的范畴的逆变函子。

## 性质
若{\displaystyle (d_{n}:A_{n}\rightarrow A_{n-1})}是链复形，满足出有限个{\displaystyle A_{n}}外所有项都是零，而非零的都是有限生成可换群（或者有限维向量空间），则可以定义欧拉示性数
{\displaystyle \chi =\sum (-1)^{n}\,\mathrm {rank} (A_{n})}
（可换群采用阶而向量空间的情况采用哈默尔维数）。事实上在同调水平上也可以计算欧拉示性数:
{\displaystyle \chi =\sum (-1)^{n}\,\mathrm {rank} (H_{n})}
特别地，在代数拓扑中，欧拉示性数{\displaystyle \chi }是拓扑空间的重要不变量。
此外，每个链复形的短正合序列
{\displaystyle 0\rightarrow A\rightarrow B\rightarrow C\rightarrow 0}
诱导一个同调群的长正合序列
{\displaystyle \cdots \rightarrow H_{n}(A)\rightarrow H_{n}(B)\rightarrow H_{n}(C)\rightarrow H_{n-1}(A)\rightarrow H_{n-1}(B)\rightarrow H_{n-1}(C)\rightarrow H_{n-2}(A)\rightarrow \cdots \,}
这个长正合序列中的所有映射由链复形间的映射导出，除了映射{\displaystyle H_{n}(C)\rightarrow H_{n-1}(A)}之外。后者称为连接同态，由蛇引理给出。

## 参看
- 奇异同调
- 上同调
- 同调论
- 同调代数